# Richard Bowdler Sharpe
Richard Bowdler Sharpe (22. listopadu 1847 Londýn – 25. prosince 1909) byl anglický zoolog a ornitolog.

## Životopis
Sharpe studoval v Brightonu, Peterborough a Loughborough. Ve věku 16 let začal pracovat pro Smith & Sons v Londýně. Od roku 1864 připravoval svou první ornitologickou knihu Monograph of the Kingfishers (1868–1871).
Na návrh Osberta Salvina a Philipa Lutley Sclatera se stal v roce 1867 knihovníkem Zoological Society of London. Po smrti Graye byl jmenován v roce 1872 starším asistentem Britského muzea a převzal tamní ornitologickou sbírku. V roce 1892 založil British Ornithologists' Club.
Zemřel na zápal plic.

## Dílo
- Catalogue of the Accipitres, or diurnal birds of prey, in the collection of the British Museum. (1874).
- Catalogue of the Striges, or nocturnal birds of prey, in the collection of the British museum. (1875).
- Catalogue of the Passeriformes, or perching birds, in the collection of the British museum. Coliomorphae... (1877).
- Catalogue of the Passeriformes, or perching birds, in the collection of the British museum. Cichlomorphae, pt.I... (1879).
- Catalogue of the Passeriformes, or perching birds, in the collection of the British museum. Cichlomorphae, pt.III-[IV]... (1881-83).
- Catalogue of the Passeriformes, or perching birds, in the collection of the British museum. Fringilliformes, pt.I... (1885).
- A monograph of the Hirundinidae, (1894).
- A Monograph of The Alcedinidae, or Family of Kingfishers (1868 - 1871).
- Catalogue of the Passeriformes, or perching birds, in the collection of the British museum. Fringilliformes, pt.III... (1888).
- Catalogue of the Passeriformes, or perching birds, in the collection of the British museum. Sturniformes... (1890).
- Catalogue of the Picariae in the collection of the British museum. Coraciae... (1892).
- Catalogue of the Fulicariae... and Alectorides... in the collection of the British museum. (1894).
- Catalogue of the Limicolae in the collection of the British museum. (1896).
- Catalogue of the Plataleae, Herodiones, Steganopodes, Pygopodes, Alcae, and Impennes in the collection of the British museum. (1898).